# Озёрное (Николаевская область)
Озёрное (укр. Озерне, до 2016 г. — Артёмовка) — село в Новоодесском районе Николаевской области Украины.
Основано в 1924 году. Население по переписи 2001 года составляло 642 человек. Почтовый индекс — 56624. Телефонный код — 5167. Занимает площадь 0,124 км².

## Известные люди
В селе родился советский военачальник Гавриил Тимофеевич Завизион.

## Местный совет
56622, Николаевская обл., Новоодесский р-н, с. Дымовское, ул. Мира, 4